# Myśl Karaimska (журнал)
«Myśl Karaimska» («Караимская мысль») — журнал на польском языке, издававшийся в Вильнюсе с 1924 по 1939 годы (10 номеров) и во Вроцлаве в 1946—1947 (два номера). Инициатором этого издания, предназначавшегося для исследователей караимского языка и истории, стал видный ориенталист профессор Ананьяш Зайончковский. Сотрудниками журнала были учёные-тюркологи, историки: С. Шапшал, Т. Ковальский, Й. Вежинский (Józef Wierzynski), М. Мореловский (M. Morelowski), Т. Леви-Бабович и др. Научный уровень журнала был весьма высокий.
Журнал издавался форматом А5. Объём номеров колебался от 30-40 страниц в 1920-е гг. до 140—160 страниц в 1930—1940-е гг. В течение 24 лет существования «Караимской мысли» журнал служил цели сохранения караимского языка и литературы. В редакционный комитет вошли (по алфавиту): газзан Шемайя Фиркович (Троки); Тадеуш Ковальский; адвокат, доктор Захарий Новахович (Галич); Ананьяш Роецкий (Вильнюс); Захарий Шпаковский (Луцк); Ананьяш Зайончковский; Зарах Зарахович (Галич). Редактор журнала — Ананьяш Роецкий.
Десятый номер журнала (за 1932—1934 г.) вышел как орган Общества любителей караимской истории и литературы. Редактором обновленного издания стал Ананьяш Зайончковский.
На время второй мировой войны издание журнала было прекращено, а в 1946 году во Вроцлаве вышла уже новая серия журнала, издателем которого выступил Караимский религиозный союз в Республике Польша.
В журнале были опубликованы статьи о караимской истории, этнографии, антропологии и филологии, обзор изданий и библиография караимоведческих исследований, хроника важнейших событий караимской общественной жизни.
В 1948 г. журнал «Караимская мысль» был реорганизован в журнал общего содержания «Przeglad orientalistyczny» («Ориенталистическое обозрение»). После этого долгое время не было постоянного караимского издания.